# Antoine Bénédict Carteret
Pour les articles homonymes, voir Carteret.
Antoine Bénédict Carteret, né à Genève le 15 janvier 1759, tué au combat à Stralsund en Poméranie suédoise le 31 mai 1809, est un général genevois du Premier Empire.

## Biographie
Antoine Bénédict Carteret est issu d'une famille française protestante exilée à Genève.
Cadet au régiment du général major von Rothkirch au service de la Prusse le 1er juin 1776, il passe au service de la Hollande comme sous-lieutenant au régiment wallon le 20 octobre 1780. Il participe à la campagne de 1778 en Bohême dans les rangs de l'armée prussienne, puis à celle de 1787 en Hollande, et est démissionnaire à la révolution de 1787.
Sous-lieutenant au régiment Royal-Liégeois, au service de la France le 20 mars 1788, il prend part à l'Affaire de Nancy et reçoit, étant à l'avant-garde, une blessure à la jambe. Adjudant-major le 1er mars 1790 puis élu lieutenant-colonel en second du deuxième du bataillon de l'Isère le 9 juin 1792, il fait la campagne de 1792 avec l'armée des Alpes. Il sert en 1793 en Savoie, à Barcelonnette et au siège de Toulon, puis il passe après le siège de Toulon à l'armée d'Italie puis chef de bataillon à la 46e demi-brigade de première formation le 27 février 1794. Il commande les deux bataillons à la fameuse redoute du Col-Ardente, sur les hauteurs de Briga, qui "formaient ma réserve et à qui on dut le succès de cette mémorable journée" (André Masséna). 
Il quitte le service de la France pour rentrer au service de la République batave par ordre du représentant du peuple et membre du Comité de Salut public Joseph-Étienne Richard le 19 juillet 1795, comme lieutenant-colonel à la 6e demi-brigade batave.
Fait avec distinction la campagne de 1799 en Nord-Hollande, sous les ordres du général Guillaume Marie-Anne Brune, et celle de 1800-1801 en Allemagne avec l'armée gallo-batave commandée par le général Augereau. Il est nommé colonel du 6e batave le 1er juillet 1803.
Général-major et chef d'état major de la division du général Jean-Baptiste Dumonceau au corps des villes andréatiques à Oldenbourg, il participe avec succès au siège de Stralsund  en 1807. Nommé en 1808 commandant de la 1re brigade et lieutenant-général, il sert en 1809 le 10e corps de l'armée d'Allemagne et est tué le 31 mai 1809 à la reprise de Stralsund par un coup de sabre du major Ferdinand von Schill.
Chevalier de l'Ordre de l'Union, le 10 janvier 1807.